# Fatick (stad)
Fatick is een stad in Senegal en de hoofdplaats van de regio Fatick. In 2007 telde Fatick 24.855 inwoners.
De stad ligt aan de autoweg N1.

## Geboren
- Macky Sall (1961), president van Senegal (2012-heden)